# Perizoma aurantaria
Perizoma aurantaria är en fjärilsart som beskrevs av Jones 1921. Perizoma aurantaria ingår i släktet Perizoma och familjen mätare. Inga underarter finns listade i Catalogue of Life.